# Wohn- und Wirtschaftsgebäude Im Dorfe 3
Das Wohn- und Wirtschaftsgebäude Im Dorfe 3, Ecke Straße Alte Schlengen in Achim-Uphusen stammt von 1802.
Das Gebäude steht unter Denkmalschutz (Siehe auch Liste der Baudenkmale in Achim (Landkreis Verden)).

## Geschichte
Das eingeschossige Hallenhaus in Fachwerk mit Steinausfachungen und Krüppelwalmdach sowie Inschrift am Giebelbalken und über der Grooten Door mit Rundbogen wurde 1802 für die Familie Johann Hinrich Reiners gebaut.